# Athlon MP
L'Athlon MP è la variante per sistemi multiprocessore (SMP) dell'AMD Athlon Classic e dei suoi successori appartenenti alla settima serie di CPU AMD (Athlon Classic, Athlon XP, Athlon XP-M) costruito per essere utilizzato in sistemi server e workstation ad alte prestazioni.

## Caratteristiche
Bisogna dire però che all'epoca l'obiettivo che si era prefissa l'azienda californiana, cioè di poter competere direttamente e alla pari con Intel in campo server, non si realizzò mai. Infatti sebbene gli Athlon MP fossero al momento del debutto di gran lunga le cpu x86 più veloci disponibili, unito ad un prezzo di acquisto a dir poco concorrenziale, non ottennero mai il supporto dei grandi rivenditori server; né IBM né HP né Sun Microsystems aggiunsero a listino sistemi basati su questa architettura. A dispetto del nome, il chipset 760MP, era solo lontano parente del chipset 760 destinato al mercato consumer. Uscì con quasi un anno di ritardo rispetto alla roadmap fissata da AMD. Il risultato fu un chipset dall'ottima stabilità operativa. A tyan fu affidata in via temporanea l'esclusiva di vendita di schede madri per sistemi multiprocessori per socket A. Tutti i produttori taiwanesi, inoltre, incontrarono notevoli ritardi e difficoltà nello sviluppare queste nuove soluzioni, per via di una incompatibilità tra il north bridge del chipset AMD 760MP e il south bridge Via 686B. Questo ha costretto i produttori taiwanesi a orientarsi sul south bridge AMD, allungando non di poco i tempi necessari a completare i propri prodotti.
In quel periodo il settore server si stava spostando su sistemi a 64 bit, per limiti oggettivi del quantitativo di ram disponibile. Il settore workstation restò dominio quasi incontrastato (Infatti gli Athlon MP avevano comunque il grande vantaggio di costare molto meno dei concorrenti) degli Xeon fino al sopraggiungere dell'ottava generazione di CPU AMD, per via di prestazioni superiori in virgola mobile delle cpu di casa Intel.
Gli Athlon MP sono costruttivamente identici ai processori Athlon loro contemporanei, tranne per l'aggiunta del supporto per sistemi multiprocessore e del supporto a memorie di tipo ECC Registered (Error Correcting Code). Le versioni uscite sul mercato di questo processore hanno montato, in ordine cronologico, core Palomino, Thoroughbred A/B e Bar clay/Tone.
Ad esclusione dei modelli dalla frequenza di 1 e 1,2 GHz, anche gli Athlon MP, esattamente come la controparte consumer, furono caratterizzati da un sistema di PR rating. Scelta commerciale che a prima vista poco si addice a cpu destinate al mercato professionale. Tuttavia i prezzi di un sistema dual socket di AMD erano tanto bassi da competere senza problemi con le soluzioni a singola cpu di Intel.

## Modelli

### Palomino
- L1-Cache: 64 + 64 KB (Dati + Istruzioni)
- L2-Cache: 256 KB interna al processore
- MMX, Extended 3DNow!, SSE, SMP
- Socket A, EV6 a 133 MHz Front Side Bus (FSB266)
- Voltaggio (VCore): 1,75V
- Data rilascio: 5 giugno 2001
- Processo produttivo: 0,18 µm
- Dati sul Die del processore: 129,26 mm² e 37,5 Milioni di Transistor
- Velocità: 1.000 - 1.733 MHz
  - 1.000 MHz 5 giugno 2001
  - 1.200 MHz 5 giugno 2001
  - 1500+: 1.333 MHz 15 ottobre 2001
  - 1600+: 1.400 MHz 15 ottobre 2001
  - 1700+: 1.466 MHz
  - 1800+: 1.533 MHz 15 ottobre 2001
  - 1900+: 1.600 MHz
  - 2000+: 1.667 MHz
  - 2100+: 1.733 MHz

### Thoroughbred A/B
(Successessivamente sostituito dal core Thorton)
- L1-Cache: 64 + 64 KB (Dati + Istruzioni)
- L2-Cache: 256 KB interna al processore
- MMX, Extended 3DNow!, SSE, SMP
- Socket A, EV6 a 133 MHz Front Side Bus (FSB266)
- Voltaggio (VCore): 1,50V - 1,65V
- Data rilascio:
- Processo produttivo: 0,13 µm
- Dati sul Die del processore: 80,89 mm²/84,66 mm²/86,97 mm² e 37,2 Milioni di Transistor
- Velocità: 1.666 - 2.133 MHz
  - 2000+: 1.667 MHz
  - 2200+: 1.800 MHz
  - 2400+: 2.066 MHz
  - NKJSNL OSò LDFBòLDAKNL2.133 MHz

### Bar clay/Tone
- L1-Cache: 64 + 64 KB (Dati + Istruzioni)
- L2-Cache: 512 KB interna al processore
- MMX, Extended 3DNow!, SSE, SMP
- Socket A, EV6 a 133 MHz Front Side Bus (FSB266)
- Voltaggio (VCore): 1,60V
- Data rilascio:
- Processo produttivo: 0,13 µm
- Dati sul Die del processore: 100,99 mm² e 54,3 Milioni di Transistor
- Velocità: 2.133 MHz (2800+)